# アクションロールプレイングゲーム

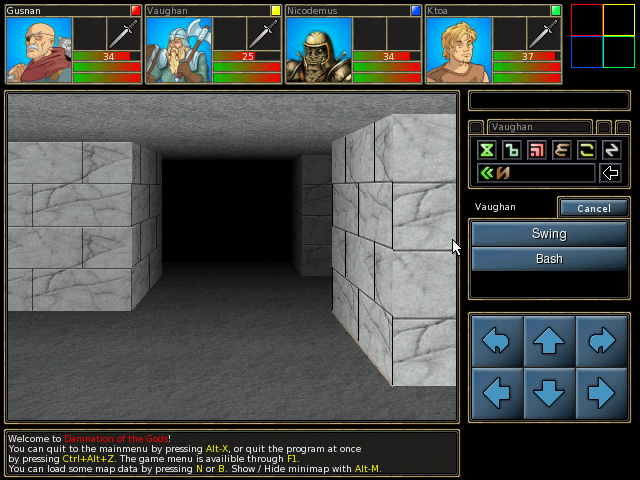
ファーストパーソンダンジョン探索ゲームDamnation of Gods（ダンジョンマスターのクローン）

- コンピュータゲームのジャンル > アクションゲーム > アクションロールプレイングゲーム
- コンピュータゲームのジャンル > コンピュータRPG > アクションロールプレイングゲーム

アクションロールプレイングゲーム（英語: action role-playing game）とは、コンピュータゲームのジャンルの一つである。アクティブロールプレイングゲームとも呼ばれる。
アクションゲームの要素とロールプレイングゲーム（RPG）の要素とアドベンチャーゲームの要素を併せ持ったものを指す。アクションRPGやARPG（A-RPG）と略される。また、現実世界で行われる「ライブアクションロールプレイングゲーム」とは別物である。

## 概要
キャラクターを成長させつつ冒険を重ねていくというロールプレイングゲームの要素と、戦闘シーンでの選択する戦術だけではなく操作のタイミングなどが考慮されるアクションゲーム的な処理と、隠された謎や仕掛けを見つけていくアドベンチャーゲームの要素が備わったものが基本型である。特にこれらのシーンがシームレスに繋がるゲームを「アクションロールプレイングゲーム」と呼ぶことが多い。
また、ローグライクゲームは画面構成や操作法がアクションRPGに類似するが、ローグライクゲームはプレイヤー側が一度の行動をとるごとに相手側も一度の行動をとるターン制であり、アクションゲーム的要素を持ち合わせていないため、アクションRPGではない。

## 歴史
「アクティブロールプレイングゲーム」は、1980年代前半に主流だった「自由度が高いが展開が淡白で操作方法自体が難しいロールプレイングゲーム」に対してのアンチテーゼとして登場した経緯があり、1980年代後半のパソコン雑誌で山下章などが中心となって使用したジャンル表記である。
1980年代は「アクティブロールプレイングゲーム」と「アクションロールプレイングゲーム」の表記が混在していたが、次第に「アクティブ〜」の表記は使われなくなっていった。
1980年代前半、『ドルアーガの塔』（1984年）、『ハイドライド』（1984年）が登場し、ARPGの分野成立の基となった。続いて日本ファルコムの『ドラゴンスレイヤーシリーズ』、特に第2作の『ザナドゥ』（1985年）は記録的な売り上げとなるなどARPGは大きな支持を得る。

当時のARPGは攻略対象を求めるアーケードやPCゲーマーの性質から難度の高さを競っていたが、1987年、「今、RPGは優しさの時代へ。」をキャッチコピーとした日本ファルコムの『イース』が出、誰でもクリアできること（クリアする楽しみ）を売りとし「優しいけれども易しくはない」と評される絶妙なゲームバランスを提示し、さらに支持を拡大した。

同年にはハイドライド3も発売され、アクションを売りにする一方、貧弱であった物語性の提示も重厚になっていった。

## 代表作品
- ドルアーガの塔
リアルタイムの戦闘システムを生み、その後の『ハイドライド』などに強い影響を与えた。
- ハイドライド
プレイヤー・レベルによってモンスターから得られる経験値が異なるシステムを採用している。LIFE（HP）が0になったら最大まで回復する「生き返りの薬」は同ジャンルの標準アイテムとなる。
- ガンダーラ
ハイドライドに類似した経験値取得システムを採用している。当該システムが内在的に持つ「プレイヤー側に適正レベルを意識させ、ゲーム進行を促す作用」を意図的に活用した作品。
- ザナドゥ
世界内に配置された敵の数やアイテムの数が固定であり、経験値・資金などを積極的に管理しない場合はゲームのクリア条件を満たせない状況に陥る。アクション要素とリソース・マネジメント要素を兼ね備えた作品。トリッキーな操作を要する場所、実はワンキー操作で到達できる場所等々のパズル要素も多く設置されている。
- イース
誰でもクリアできることを売りとし「優しいけれども易しくはない」と評される絶妙なゲームバランスを提示した作品。その後のアクションロールプレイングゲームに大きな影響を与えた。
- イシターの復活
『ドルアーガの塔』の続編。
- ブランディッシュ
即死トラップが大量に設置されている他、「解き方を間違えると即死」するパズルも多数存在する。操作は全てマウスのみで行う。
- サーク
基本的にはイースのシステムと酷似するが、シューティングゲーム要素のあるポイントも存在する。
- 聖剣伝説
『ゼルダの伝説』と似ているが、こちらはパラメータ制を採用しており、それによる成長表現が強い点が異なる。2作目以降は複数人同時プレイなど独自の要素が取り入れられている。後に『ファイナルファンタジー・クリスタルクロニクルシリーズ』でも採用されている。
- ドラッグ オン ドラグーン シリーズ
ワールドマップは存在せず、アクションのようにステージ・ミッションのクリア形式だが、『ニーア シリーズ』ではクエストのクリア形式となっている。
- BUSHI青龍伝〜二人の勇者〜
「自分が1回行動すれば、敵も1回行動する」というローグライクゲームの要素をアクション部分と違和感無く融合させている。
- ファミコンジャンプ 英雄列伝
対戦型格闘ゲーム形式のボス戦やシューティングゲーム、スポーツゲーム、レースゲームの要素を取り入れたミニゲームも存在するため、RPGよりもアクションゲームとして要素が濃い。
- レンタヒーロー
敵を倒す事だけではなく、出前の手伝いや小学生の使い走りなどで報酬となるお金を受けて取り、成長させる要素が濃い。
- キングダム ハーツ シリーズ
敵を倒すことによる成長の概念はあるが、RPGよりもアクションとしての要素が濃い。
- 悪魔城ドラキュラ
当初は純然たるアクションゲームだったが、『月下の夜想曲』以降の作品はRPG要素が濃い作品となっている。
- ロックマンエグゼシリーズ
カプコンの公称は「データアクションRPG」であり、レベルは「バスティングレベル」というものになっていて、敵を倒した成績（リザルト）でその数値が決まる。しかし、「バトルチップ」という武器・防具・回復アイテムデータでプレイヤーの能力が決まるときもある。戦闘画面は移動画面から切り替わる。後に「流星のロックマンシリーズ」でも採用されている。
- ボクらの太陽
レベルの概念はあるが、武器のみでプレイヤーの能力が決まることが多い。『続・ボクらの太陽』からロックマンエグゼシリーズとコラボレーションしていた。武器にはスキルがある。また、防具は鎧のみ。装備すれば防御力が上がる。コナミは「太陽アクションRPG」と称している。
- 喧嘩番長
2作目から「漢の器」という成長システムが導入された。こちらも『キングダム ハーツ シリーズ』と同様にアクションゲームとしての要素が濃い。
- キングスフィールド
3D空間を1人称視点で移動するアクション要素、敵との戦闘による成長要素、お使いや謎解きのイベントを備えており「3DリアルタイムRPG」を謳っている。
開発元のフロム・ソフトウェアでは、Demon's SoulsやDARK SOULSなど3DアクションとRPGを組み合わせた作品を多数リリースしている。
- モンスターハンターシリーズ
公式のジャンル名は「ハンティングアクション」でありレベルの概念はないものの、装備の強化や属性の概念など、RPGの要素も副次的に持ち合わせている。
- ゼルダの伝説シリーズ
ダンジョンでの謎解きや至る所で起こるイベントと敵との戦闘ではタイミングが必要のアクションアドベンチャー要素と、敵の様々なアクションとハート(HP)が増える要素と武器が強くなる要素とルピー(お金)の要素といろんなミニゲームのA-RPG要素が加えられている。
- アサシン クリードシリーズ
ステルスゲーム要素の強いアクションアドベンチャーといった作風だったが、シリーズが進むごとにスキル強化などの要素やレベルの概念が登場していき、特に『Origins』以降はARPGと言っていいゲームになっている。